# 第聶伯河—布格河運河

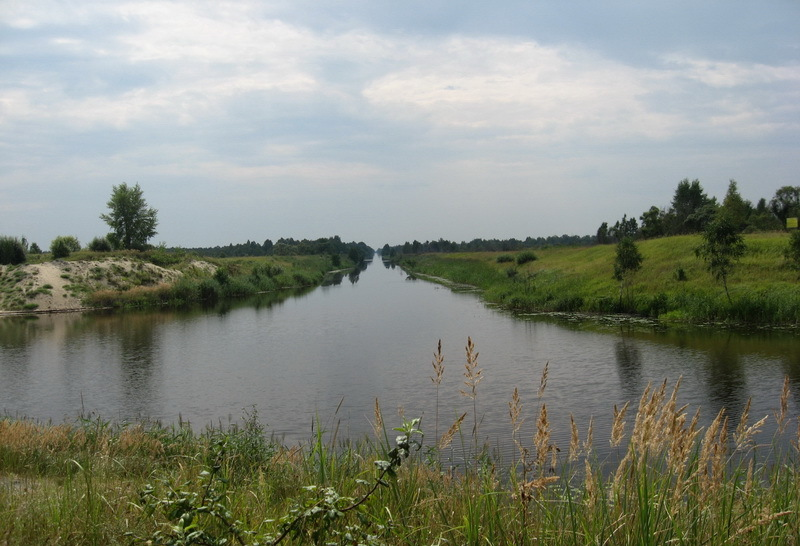
第聶伯河－布格河運河

第聶伯河-布格河運河（羅馬化：Dnyaprowska-Buhski kanal）是白俄羅斯的運河，連接穆哈韋茨河和皮納河，河道全長196公里，其中105公里是人工水道，在1775年開始興建，在1784年落成，流域面積8,500平方公里，該河是往來波羅的海和黑海之間的交通要道。

## 外部連結
- Report regarding rebuilding   Canal[永久] Archived version （页面存档备份，存于）
- 2008 report on the canal （页面存档备份，存于）
- website in Russian of the company that operates the canal